# News of the World Championship
News of the World Championship je bil snooker turnir. Prirejali so ga v 50. letih, tedaj so ga mnogi tudi obravnavali za najpomembnejši snooker turnir, še celo pomembnejši od Svetovnega prvenstva, predvsem zaradi udeležbe Joeja Davisa.
Turnir je največkrat osvojil prav Joe Davis, in sicer je slavil trikrat.

## Zmagovalci
| Leto | Zmagovalec   | Poraženec v finalu | Končni izid | Sezona |
| ---- | ------------ | ------------------ | ----------- | ------ |
| 1950 | Joe Davis    | Sidney Smith       | ?           | *      |
| 1951 | Alec Brown   | John Pulman        | ?           | *      |
| 1952 | Sidney Smith | Albert Brown       | ?           | *      |
| 1953 | Joe Davis    | Jackie Rea         | ?           | *      |
| 1954 | John Pulman  | Joe Davis          | ?           | *      |
| 1955 | Jackie Rea   | Joe Davis          | ?           | *      |
| 1956 | Joe Davis    | Fred Davis         | ?           | *      |
| 1957 | John Pulman  | Fred Davis         | ?           | *      |
| 1958 | Fred Davis   | John Pulman        | ?           | *      |
| 1959 | Fred Davis   | Joe Davis          | ?           | *      |

* V tistem času sezon, kot jih v športu snookerja poznamo danes, ni bilo.